# Contea di Lingtai
La contea di Lingtai (灵台县S, Língtái XiànP) è una contea della Cina, situata nella provincia del Gansu.